# Negro Creek
Negro Creek är ett vattendrag i Kanada.   Det ligger i provinsen British Columbia, i den södra delen av landet, 3 000 km väster om huvudstaden Ottawa.
I omgivningarna runt Negro Creek växer i huvudsak barrskog. Trakten runt Negro Creek är nära nog obefolkad, med mindre än två invånare per kvadratkilometer.